# Scoil Éanna
Scoil Éanna o Escola St. Enda fou una escola d'ensenyament secundari per a nois fundada pel nacionalista irlandès Patrick Pearse en 1908.

## Antecedents
Pearse, conegut com a líder de l'aixecament de Pasqua de 1916, durant molt temps havia estat força crític amb el sistema educatiu a Irlanda, ja que creia que ensenyava als nens irlandesos a ser bons anglesos. Durant molts anys s'havia compromès en la lluita per la preservació del gaèlic irlandès, generalment a través de la Lliga Gaèlica, i era força preocupat pel futur de la llengua. Un viatge a Bèlgica i les seves observacions sobre l'ensenyament bilingüe van inspirar-li l'intentar un experiment similar a Irlanda.
Pearse no era pas un home de negocis, però mai no va deixar que la manca de diners s'interposés en els seus plans. Va aconseguir un petit suport financer i la promesa de prominents nacionalistes irlandesos que portarien els seus nens a l'escola, de manera que va obrir el centre el 8 de setembre de 1908 a Cullenswood House, Ranelagh, un suburbi de Dublín.
L'escola va resultar ser un experiment reeixit, però mai va escapar totalment a l'ombra de l'amenaça dels problemes financers. De fet, l'escola De fet, l'escola no hauria sobreviscut als crucials primers anys sense l'ajuda del seu fidel amic i sotsdirector Thomas MacDonagh, i la sòlid dedicació del seu germà Willie.

## Trasllat a Rathfarnham
St Enda feia molte de les classes en irlandès, destacant particularment les arts i l'art dramàtic, A tot se li va donar un enfocament irlandès. Després de dos anys l'escola funcionava força bé, considerant-ho tot. En aquest punt, quan la majoria dels qui treballaven s'hi dedicaven completament a l'escola, Pearse es va tornar més ambiciós. Emocionat amb la seva creació, i preocupat perquè Cullenswood House no era el lloc que ell havia ideat per a St. Enda, va trobar el que ell creia que havia de ser el lloc ideal, l'edifici The Hermitage a Rathfarnham, substancialment més lluny de Dublín. Les substancials despeses extra no van canviar la seva determinació. A més de comptar amb un entorn campestre majestuós, la casa tenia relació amb un dels seus herois personals, Robert Emmet, màrtir irlandès i heroi de Pearse. Allí va festejar amb Sarah Curran, que havia viscut a prop i el pare de la qual no veia amb bons ulls el seu festeig amb Emmet, obligant-lo a citar-se vora l'edifici. Endemés, la patronímica de l'escola, Santa Enda d'Aran, havia deixat igualment la seva vida per a ensenyar a un grup devot d'estudiants a les apartades illes Aran, igual que Pearse estava fent aleshores. En 1910, St Enda va obrir les portes a l'Hermitage.
L'Hermitage, tot i que reflectia perfectament la imatge idíl·lica que volia Pearse, preveia ser un desastre financer. La distància extra va mostrar-se poc pràctica per a la jornada escolar dels nois, forçant molts d'ells a deixar l'escola, i no n'hi havia prou amb els que es quedaven interns. Alhora, Pearse havia decidit usar Cullenswood House er a establir una escola similar per a noies, Saint Ita. L'amenaça de fallida va forçar Pearse a marxar als Estats Units per a recaptar diners. Va fer una gira de lecturas que li va permetre contactar amb fenians exiliats que posteriorment jugarien un paper important en el futur d'Irlanda, però només els diners justs per a mantenir-se en la solvència.

## Darrers anys i tancament
Pearse era una persona que mostrava extrema dedicació a un projecte una vegada que cridava la seva atenció. Lamentablement això el va deixar incapaç de dedicar-se de ple a tasques múltiples. La seva participació en els Voluntaris Irlandesos de 1913, i la seva participació activa en la Germandat Republicana Irlandesa poc després, deixaren St Enda amb un mestre menys devot del que era abans. La política radical de Pearse també van fer que alguns dels partidaris més moderats es preguntessin a que podien estar exposats els seus fills, i alguns, especialment Eoin MacNeill, retiraren als seus fills de la influència de Pearse. Al final va resultar que un excessiu nombre d'alumnes de St Enda es van unir a la Fianna Éireann, i fins i tot a la IRB, quinze dels quals van participar en l'aixecament de Pasqua de 1916.
Després de l'execució dels germans Pearse en fracassar l'aixecament, la seva mare va reobrir St. Enda a Cullenwood House, que el tancament de St. Ita havia deixat buit. En fou director Frank Burke, antic alumne i combatent en l'aixecament de Pasqua. L'escola tornaria a l'Hermitage en 1919. La fama internacional que l'aixecament havia donat al martiri de Pearse facilità el finançament de l'escola, i l'any següent Margaret Pearse reuní prou diners per a comprar la propietat que el seu fill no s'havia pogut permetre. Tanmateix, sense el lideratge dels germans Pearse, St. Enda no podia durar i finalment tancà les portes el 1935. Avui l'edifici Hermitage acull el Museu Pearse, dedicat a la memòria del fundador de l'escola.